# Thalham (Dietramszell)

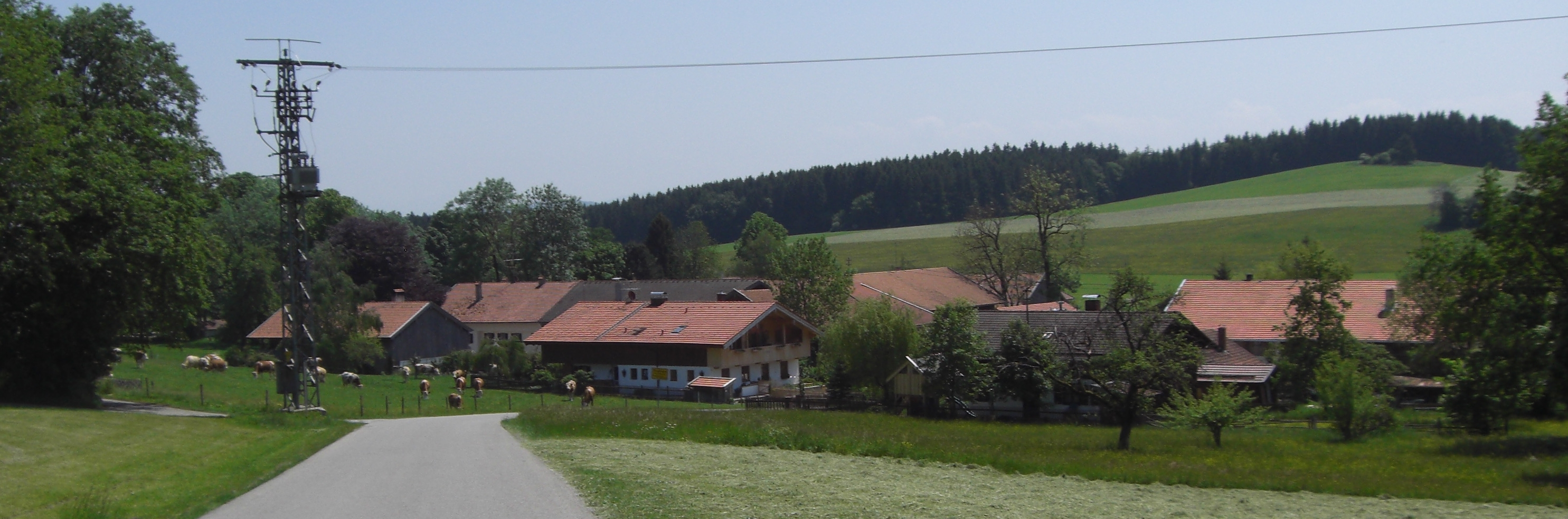
Panorama von Norden

Thalham ist ein Ortsteil der Gemeinde Dietramszell im oberbayerischen Landkreis Bad Tölz-Wolfratshausen.

## Geografie
Der Weiler liegt in der Region Bayerisches Oberland inmitten der voralpenländischen Moränenlandschaft etwa fünf Kilometer nordöstlich von Dietramszell und fünf Kilometer westlich von Holzkirchen entfernt.

## Geschichte
Urkundlich wurde Thalham erstmals 1102 in einem Traditionsbuch des Klosters Dietramszell als „Taleheim“ erwähnt.

## Infrastruktur und Sehenswertes
Abseits der Verkehrswege von München nach Bad Tölz und von Wolfratshausen nach Holzkirchen gelegen, konnte das Dorf seinen ländlichen Charakter weitestgehend erhalten.
In jüngerer Zeit wurde auf der Gemarkung Thalham eine mittlerweile stillgelegte Hausmülldeponie betrieben. In der derzeitigen Kiesgrube darf ausschließlich Erdaushub deponiert werden.
Sehenswert ist die katholische Weilerkapelle aus der zweiten Hälfte des 17. Jahrhunderts. Baudenkmäler sind weiterhin die im 17. und 18. Jahrhundert errichteten Bauernhäuser mit Blockbauobergeschoss der Hausnummern 1 und 5.